# Smalnäbbad glansstare
Smalnäbbad glansstare (Onychognathus tenuirostris) är en afrikansk fågel i familjen starar inom ordningen tättingar.

## Utseende och läte
Smalnäbbad glansstare är en stor stare med just en lång och smal näbb, men även påtagligt lång och avsmalnad stjärt. Grundfärgen hos hanen är blåsvart, hos honan mörkgrå. På vingarna syns en stor röd fläck som är väl synlig i flykten. Arten liknar rödvingad glansstare, men har längre och mer avsmalnad stjärt samt smalare näbb.

## Utbredning och systematik
Smalnäbbad glansstare delas vanligen in i två underarter med följande utbredning:
- Onychognathus tenuirostris tenuirostris – förekommer i bergstrakter i Eritrea och Etiopien
- Onychognathus tenuirostris theresae – förekommer från östra Demokratiska republiken Kongo till Kenya, Tanzania och norra Malawi

## Levnadssätt
Smalnäbbad glansstare hittas i en rad olika miljöer på medelhög till hög höjd, som skogslandskap, hedar, klippor och ibland även bland byggnader. Den formar ofta stora flockar.

## Status och hot
Arten har ett stort utbredningsområde, men tros minska i antal, dock inte tillräckligt kraftigt för att den ska betraktas som hotad. Internationella naturvårdsunionen IUCN listar arten som livskraftig (LC).